# 부나 사르
부나 사르 (Bouna Sarr, 1992년 1월 31일 ~ )는 프랑스의 축구 선수이며, 바이에른 뮌헨에서 라이트 백과 윙어로 뛰고 있다.
2020년 10월 5일 바이에른 뮌헨은 부나 사르의 영입을 발표했다. 계약 기간은 4년이다.